# St. Lewis Inlet
De St. Lewis Inlet is een ongeveer 35 km lange zeearm in de regio Labrador van de Canadese provincie Newfoundland en Labrador. De fjordachtige inham bevindt zich aan de zuidoostkust van het schiereiland Labrador. Hij wordt ter hoogte van Wood Island via een dijk-brugcombinatie overgestoken door de Trans-Labrador Highway.

## Geografie
De St. Lewis Inlet staat via de St. Lewis Sound in verbinding met de open wateren van de Labradorzee. Op de overgang van de inlet in de sound ligt het grote Captain Jack's Island.
De zeearm gaat in noordwestelijke richting zo'n 35 km ver het binnenland in en is daarentegen gemiddeld slechts 1 à 2 km breed. De gelijknamige St. Lewis River mondt uit aan het hoofdeinde van de inham.
Op 11 km van het uiteinde van de inham bevindt zich Wood Island (0,8 km²), het grootste eiland van de St. Lewis Inlet. Via dat eiland maakt provinciale route 510, deel van de Trans-Labrador Highway, de oversteek. Aan de noordzijde loopt die route zo'n 5 km parallel aan de oever.
De enige plaats aan de oevers van de St. Lewis Inlet is de zeer kleine nederzetting Wallmans. Net ten zuiden van de overgang van de St. Lewis Inlet in de St. Lewis Sound ligt wel nog de gemeente Mary's Harbour.

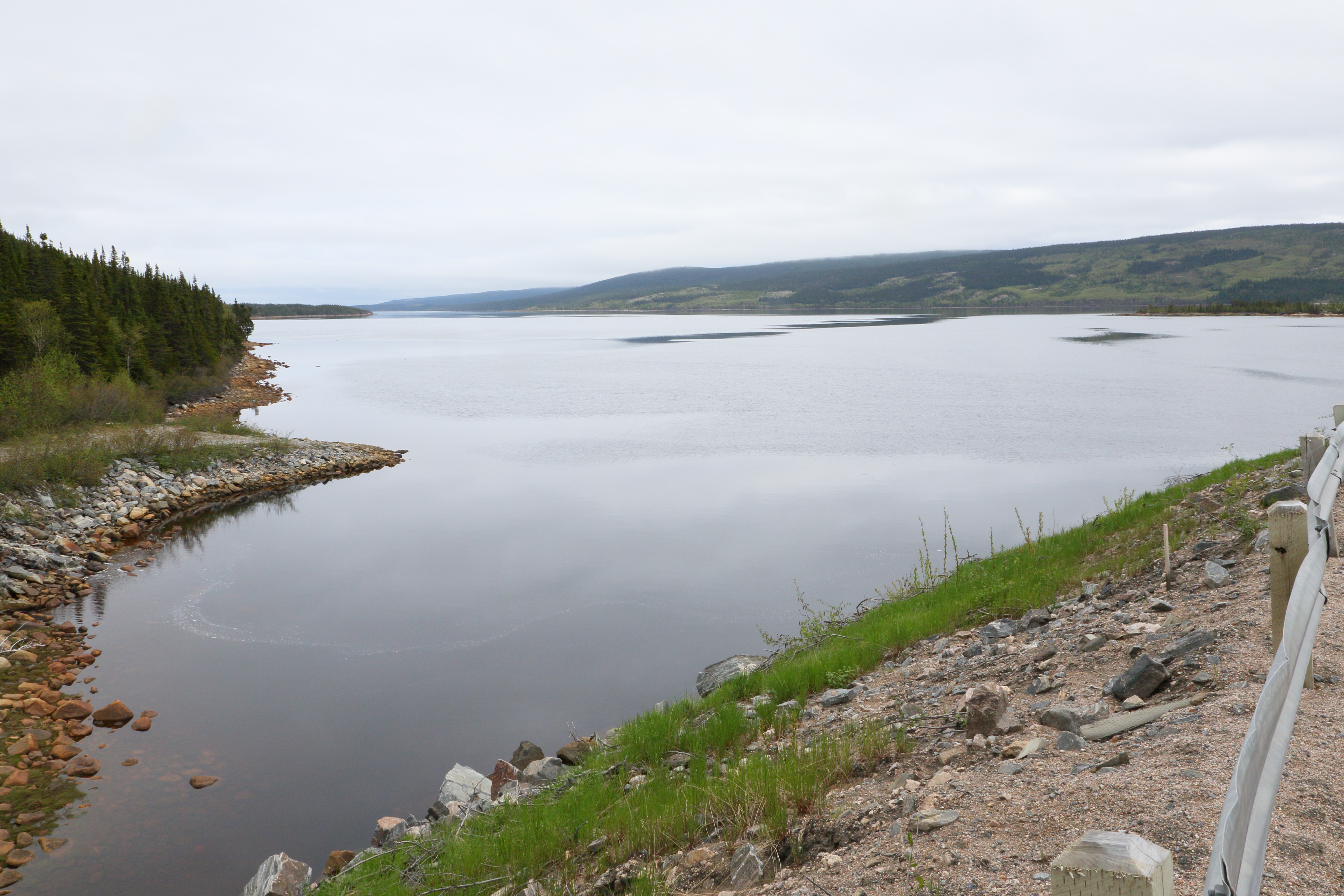
Zicht op de St. Lewis Inlet van op de dijk van de Trans-Labrador Highway